# Yacouba Camara
Yacouba Camara (Aubervilliers, 2 giugno 1994) è un rugbista a 15 francese, terza linea ala del Montpellier.

## Biografia
Nato ad Aubervilliers (Senna-Saint-Denis) da genitori di origine maliana, Camara si formò rugbisticamente in un club della banlieue, il Bobigny in cui entrò a 12 anni completamente a digiuno di sport. Nel 2009, quando iniziò gli studi liceali a Massy, si trasferì nella squadra locale con la quale debuttò in Pro D2 a soli 17 anni e con cui disputò cinque incontri.
Ingaggiato dal Tolosa per la stagione 2013-14 di Top 14, esordì con il suo nuovo club nella prima giornata di campionato partendo dalla panchina contro il Bordeaux Bègles e marcò la sua prima meta alla settima contro il Castres. Nella stessa annata debuttò anche a livello europeo, giocando pure da titolare il quarto di finale di Heineken Cup contro gli irlandesi del Munster. Dopo quattro stagioni con la maglia della compagine tolosana, nell'estate del 2017 si trasferì nel Montpellier con cui firmò un contratto quadriennale. Nella prima annata con il nuovo club raggiunse la finale del Top 14, venendo, però, sconfitto dal Castres.
A livello internazionale, Camara giocò con la selezione under-20 francese nelle annate 2013 e 2014; in quest'ultima si aggiudicò, da capitano, il Sei Nazioni U-20 con il Grande Slam e giunse al sesto posto finale del mondiale giovanile. Alla fine del 2014, fu aggregato alla prima squadra dal C.T. della Francia Philippe Saint-André in vista dei test match autunnali, ma non fu utilizzato. Nel 2016 fu convocato dal nuovo commissario tecnico dei Bleus Guy Novès per disputare il Sei Nazioni, torneo dove fece il suo esordio internazionale nella partita contro l'Italia e dove disputò un totale di tre incontri. L'anno successivo prese parte al tour sudafricano dei transalpini dove giocò tutte e tre le partite previste. Il nuovo selezionatore della Francia, Jacques Brunel, lo schierò titolare in tutte e cinque le sfide del Sei Nazioni 2018. Dopo quasi un anno di assenza, tornò in nazionale in occasione della partita contro l'Inghilterra, valida per la seconda giornata del Sei Nazioni 2019, torneo nel cui giocò anche contro l'Italia. Chiamato nella squadra francese allargata per la Coppa del Mondo di rugby 2019, entrò a far parte dei convocati definitivi dopo essere sceso in campo in due amichevoli preparatorie. Nel mondiale disputò solamente i due incontri della fase a gironi contro Stati Uniti e Tonga.

## Palmarès
- Challenge Cup: 1
Montpellier: 2020-21
- Campionati francesi: 1
Montpellier: 2021-22